# Geeshie Wiley
Geeshie Wiley (Louisiana, 1908. november 14. – Texas, 1950. július 29.), amerikai énekes, gitáros, delta blues zenész.
Úgy tűnik, hogy ő képviseli azt a pillanatot, amikor a fekete világi zene és a blues összeolvad.
A fellelt lemezein kívül alig tudni valamit róla. A jelek szerint Dél-Karolina vagy Georgia állam lehetett az otthona. Az 1920-as években vélhetően egy rádiós showban tűn fel Jacksonban.
Wiley 1930-ban rögzítette a Last Kind Words Blues és a „Skinny Leg Blues” című dalokat a  a Paramount Records. Feltehetően ugyanekkor rögzítették a „Motherless Child Blues”-t és az „Over to My House”-t; de csak valószínüsíthető, hogy Geeshie Wiley közreműködött azokon – ritmusgitáron, és vokálozott is.
Későbbi pályájáról, még valódi keresztnevéről sincs információ.

## Lemezek
- Geeshie Wiley, „Last Kind Words Blues” / „Skinny Leg Blues”, Paramount Records 12951 (March 1930)
- Elvie Thomas and Geeshie Wiley, „Motherless Child Blues” / „Over to My House”, Paramount Records 12977 (March 1930)
- Geeshie Wiley and Elvie Thomas, „Pick Poor Robin Clean” / „Eagles on a Half”, Paramount Records 13074 (March 1931)